# Броборг
Броборг (швед. Bråborg) — ренессансный замок королей Швеции, разрушенный во время Северной войны русскими войсками и с тех пор не восстанавливавшийся.

## История
Развалины королевского замка Броборг находятся в восточной Швеции, в лене Эстергётланд, на территории коммуны Норрчёпинг, на берегу бухты Бровикен. Общая площадь владения Броборг в 250х190 метров помимо руин замка (32х30 м) с сохранившимися подвальными помещениями включает в себя также крепостные валы, запруды и основание капеллы. Его окружают защитные рвы шириной от 10 до 15 метров и общей длиной в 400 метров. Основание капеллы — треугольное. Частично сохранился дворцовый парк, разбитый в эпоху Ренессанса.
Замок Броборг был возведён в 1588—1590 годах по указанию шведской королевы Гуниллы Бельке: здесь она жила после смерти своего супруга, короля Юхана III и скончалась в 1597 году. Затем замок перешёл во владение её сына, герцога Юхана Эстергётландского. Броборг стал его резиденцией, где он со своей женой и двоюродной сестрой Марией Елизаветой жил до 1618 года; в 1618 они скончались. Похороны герцога и его супруги, организованные королём Густавом II Адольфом, сопровождались весьма странными событиями. Так, они сперва были перенесены с первоначально назначенной даты на более позднюю, так как отсутствовали к нужному сроку необходимые при трауре чёрные одежды, воск для свечей и факелы. Затем король Густав II Адольф вместе со своей конной упряжью и санями провалился под лёд в заливе Бровикен. При этом короля с трудом спасли. В конце концов 19 января 1619 года траурный поезд отправился из замка Броборг в направлении Линчёпинга, в соборе которого на следующий день состоялись похороны.
Так как герцог Юхан был бездетным, замок Броборг после его смерти перешёл во владение графов Иоганна-Казимира и Адольфа-Иоганна из Пфальц-Цвейбрюккенской династии. Позднее им некоторое время владел король Карл X Густав. В 1669 году Броборг был сильно повреждён во время большого пожара. В 1719 году, во время Северной войны, он был окончательно разрушен русскими войсками.